# Витків (Сокальський повіт)
Витків — колишнє село, а тепер — західна частина міста Белз Сокальського району Львівської області.

## Історія
За описом у королівській люстрації 1565 р. село належало до белзького староства, налічувалось 19 кметів на півланах і 8 — на чвертях, 12 загородників і піп (отже, була церква). На 1770 рік село в управлінні Францішка Тремблінського.
У 1772 році після першого розподілу Польщі село ввійшло до провінції Королівство Галичини та Володимирії імперії Габсбургів. У 1880 році було 34 будинки і 222 мешканці в селі та 4 будинки і 26 мешканців на землях фільварку (177 греко-католиків, 52 римо-католики, 19 юдеїв), село належало до Сокальського повіту.
На 1 січня 1939 року в селі мешкало 370 осіб (з них 230 українців-греко-католиків, 40 українців-римокатоликів, 100 поляків). Село входило до ґміни Белз Сокальського повіту Львівського воєводства. Греко-католики належали до парафії Белз Белзького деканату Перемишльської єпархії.
26 вересня 1939 року Червона армія зайняла село, оскільки за пактом Ріббентропа-Молотова воно належало до радянської зони впливу. Однак за Договором про дружбу та кордон між СРСР та Німеччиною Сталін обміняв Закерзоння на Литву і на початку жовтня територія села знову була окупована німцями. Це були роки українсько-польського протистояння. В липні 1944 року радянські війська заволоділи цією територією. За Люблінською угодою захід Сокальщини разом із Витковом відданий Польщі. Українців примусово переселяли в СРСР та на понімецькі землі. У 1951 році кордон знову посунули на захід і територія села відійшла до СРСР.

## Сучасність
На даний час колишнє село є західною околицею міста Белз над річкою Солокія.